# Флоранс Парлі
Флоранс Парлі (фр. Florence Parly; нар. 8 травня 1963, Булонь-Біянкур) — французька політична діячка, Міністерка збройних сил Франції з 2017 до 2022 року.

## Життєпис
Флоранс Парлі народилася в Булонь-Бійанкур 8 травня 1963 року. Після закінчення наукового факультету По і Національної школи адміністрації (клас «Фернан Бродель») вона приєдналася до цивільного адміністративного корпусу Бюджетного управління.
З 1991 по 1993 рік вона була молодшою радницею у Міністерстві державної служби, потім у Міністерстві житлово-комунального господарства і, нарешті, в Міністерстві внутрішніх справ. У 1993 році повернулася в адміністративний сектор, де була призначена начальницею відділу захисту та соціального забезпечення бюджетної дирекції, потім з питань житла, обладнання, містобудування (1994—1995) і, нарешті, з питань культури та аудіовізуальних питань (1995—1997).
Була членом Соціалістичної партії з 1995 по 2005 рік.
У 1997 році вона працювала радницею з бюджетних питань в офісі прем'єр-міністра Ліонеля Жоспена. Потім вона була призначена держсекретаркою з питань бюджету в 2000 році, а посаду вона звільнила у 2002 році.
Була членкинею Регіональної ради Бургундії з 2004 по 2006 рік.
Після своєї урядової кар'єри Флоранс Парлі взяла на себе обов'язки голови місії в агентстві France Trésor (2003—2004), а потім стала головою правління Агентства регіонального розвитку Іль-де-Франс до 2006 року.
Потім вона обрала роботу з національними компаніями і приєдналася до найбільших промислових і транспортних корпорацій Франції. У 2006 році вона приєдналася до Air France і зайняла посаду директорки з інвестиційної стратегії (2006—2008), потім заступниці генерального директора з вантажних перевезень (2008—2012), а потім стала заступником генерального директора з короткомагістральних перевезень (Орлі та Escales France) у 2013 році.
Флоренс Парлі приєдналася до SNCF у 2014 році, спочатку як помічниця генерального директора, а потім як генеральний директор «SNCF Voyageurs» у 2016 році.
21 червня 2017 року Флоренс Парлі була призначена міністерство збройних сил. Обіймала посаду до 20 травня 2022 року.

## Нагороди
- Орден Почесного легіону (2009)[9]
- Орден «За заслуги» (2016)[10]